# Galium rhodopeum
Galium rhodopeum är en måreväxtart som beskrevs av Josef Velenovský. Galium rhodopeum ingår i släktet måror, och familjen måreväxter. IUCN kategoriserar arten globalt som otillräckligt studerad. Inga underarter finns listade i Catalogue of Life.